# Alosimus filitarsis
Alosimus filitarsis is een keversoort uit de familie van oliekevers (Meloidae). De wetenschappelijke naam van de soort is voor het eerst geldig gepubliceerd in 1925 door Escalera.